# Enas & enas
Enas & enas é um filme de drama grego de 2000 dirigido e escrito por Nikos Zapatinas. Foi selecionado como representante da Grécia à edição do Oscar 2001, organizada pela Academia de Artes e Ciências Cinematográficas.

## Elenco
- Giorgos Kimoulis - Orestis
- Nikos Kalogeropoulos - Pelopidas
- Evelina Papoulia
- Mimis Chrisomalis
- Maria Protopappa